# Wereldkampioenschappen roeien 1984
De 14e editie van de wereldkampioenschappen roeien werd in 1984 gehouden in Montreal, Canada. In dit Olympisch jaar werden alleen de onderdelen van de "lichte klasse" gehouden.
In dit jaar werden voor het eerst tijdens een wereldkampioenschap onderdelen voor lichte vrouwen georganiseerd. Deze onderdelen hadden echter de status van "demonstratie" om te bepalen of deze onderdelen tijdens een volgend kampioenschap gehouden mochten worden. Voor de volledigheid worden de ereplaatsen hier wel vermeld, maar worden de resultaten niet in medailleklassementen verwerkt.

## Medaillewinnaars

### Mannen
| Bootklasse              | Goud | Goud | Zilver | Zilver | Brons | Brons |
| Lichte skiff LM1x       | Bjarne Eltang |      | Paul Fuchs |        | Ángel Viana |       |
| Lichte dubbel twee LM2x | Italië Francesco Esposito Ruggero Verroca |      | West-Duitsland Hartmut Schäfer Roland Ehrenfels |        | Denemarken Morten Espersen Leif Kruse |       |
| Lichte vier zonder LM4- | Spanje Fernando Molina José María de Marco Pérez Luis María Moreno Alberto Molina                                                                   |      | West-Duitsland Wolfgang Birkner Thomas Jaekel Frank Rogall Ansgar Wessling                                                                                 |        | Verenigd Koninkrijk Christopher Bates Carl Smith Ian Wilson Stuart Forbes                                                                                 |       |
| Lichte acht LM8+        | Denemarken Ivar Mølgaard Leif Jacobsen Arne Højlund Søren Hansson Jan Christensen Flemming Jensen Mikael Espersen Karsten Kobbernagel Jan Rasmussen |      | Italië Fabrizio Ravasi Michele Savoia Vittorio Torcellan Salvatore Orlando Stefano Spremberg Paolo Marostica Andrea Re Pasquale Marigliano Massimo Di Deco |        | Spanje Benito Elizalde Eulogio Génova Carlos Muniesa Jacinto Accensi Abella Enrique Briones José Crespo José Manuel Cañete Víctor Llorente Alejandro Moya |       |

### Vrouwen
| Bootklasse                                   | Goud | Goud | Zilver | Zilver | Brons | Brons |
| Lichte skiff LW1x (demonstratieklasse)       | Alrun Urbach |      | Barbara Trafton |        | Ann Martin |       |
| Lichte dubbel twee LW2x (demonstratieklasse) | Denemarken Elisabeth Fraas Kirsten Jensen-Plum |      | Verenigde Staten Jo Hannafin Annette Ebsen-Petersen                                                                                         |        | Canada Audrey Mowchenko Ellen Gillies                                                                                        |       |
| Lichte vier zonder LW4- (demonstratieklasse) | West-Duitsland Beatriz Keller Evelyn Herwegh Regina Mayer Claudia Engels                                                                               |      | Verenigde Staten Cecily Croft Margaret Gordon Linda Gillett Elaine Stanley                                                                  |        | Verenigde Staten Gigi Hodges Sandy Kendall Drister Fowks Carey Sands-Marden                                                  |       |
| Lichte acht LW8+ (demonstratieklasse)        | Verenigde Staten Carin Reynolds Mary-Ellen Finney Jo Grainger Laura MacGinitie Mandy Kowal Angela Herron Marise Widmer Jennifer Marron Stacy Apfelbaum |      | Australië Karin Riedel Amanda Cross Janet Sheahan Jeanette Hall Angela Maidment Brigid Cassells Debbie Cooper Gayle Toogood Megan Robertson |        | Canada Diana Sinnige Wendy Wiebe Lynne Mutrie Brenda Colby Karen Smyte Wendy Davis Helen Orr Maureen Cureton Sandy Hopkinson |       |

## Medaillespiegel
Zoals hierboven aangegeven, worden alleen de prestaties van de mannen in het medailleklassement verwerkt.
| Plaats | Land                | Goud | Zilver | Brons | Totaal |
| 1      | Denemarken          | 2    | 0      | 1     | 3      |
| 2      | Italië              | 1    | 1      | 0     | 2      |
| 3      | Spanje              | 1    | 0      | 2     | 3      |
| 4      | West-Duitsland      | 0    | 2      | 0     | 2      |
| 5      | Verenigde Staten    | 0    | 1      | 0     | 1      |
| 6      | Verenigd Koninkrijk | 0    | 0      | 1     | 1      |
| Totaal | Totaal              | 4    | 4      | 4     | 12     |

Edities

1962 Luzern · 
1966 Bled · 
1970 St. Catharines · 
1974 Luzern · 
1975 Nottingham · 
1976 Villach · 
1977 Amsterdam · 
1978 Hamilton (alleen zwaar) · 
1978 Kopenhagen (alleen licht) · 
1979 Bled · 
1980 Hazewinkel · 
1981 München · 
1982 Luzern · 
1983 Duisburg · 
1984 Montréal · 
1985 Hazewinkel · 
1986 Nottingham · 
1987 Kopenhagen · 
1988 Milaan · 
1989 Bled · 
1990 Lake Barrington · 
1991 Wenen · 
1992 Montréal · 
1993 Račice · 
1994 Indianapolis · 
1995 Tampere · 
1996 Motherwell · 
1997 Aiguebelette · 
1998 Keulen · 
1999 St. Catharines · 
2000 Zagreb · 
2001 Luzern · 
2002 Sevilla · 
2003 Milaan · 
2004 Banyoles · 
2005 Gifu · 
2006 Eton · 
2007 München · 
2008 Ottensheim · 
2009 Poznań · 
2010 Hamilton · 
2011 Bled · 
2012 Plovdiv · 
2013 Chungju · 
2014 Amsterdam ·
2015 Aiguebelette ·
2016 Rotterdam ·
2017 Sarasota ·
2018 Plovdiv ·
2019 Ottensheim ·
2020 Bled ·
2021 Shanghai ·
2022 Račice ·
2023 Belgrado ·
2024 St. Catharines ·
2025 Shanghai · 
2026 Amsterdam

Onderdelen

Skiff · 
Lichte skiff · 
Dubbel twee · 
Lichte dubbel twee · 
Twee zonder · 
Lichte twee zonder · 
Twee met

Dubbel vier · 
Dubbel vier met · 
Lichte dubbel vier · 
Vier zonder · 
Lichte vier zonder · 
Vier met · 
Acht · 
Lichte acht